# Marble Rock (Iowa)
Marble Rock est une ville du comté de Floyd, en Iowa, aux États-Unis. Elle est incorporée le 8 février 1881.

## Source de la traduction
- (en) Cet article est partiellement ou en totalité issu de l’article de Wikipédia en anglais intitulé « Marble Rock, Iowa » (voir la liste des auteurs).